# Dyomyx zates
Dyomyx zates är en fjärilsart som beskrevs av Druce 1898. Dyomyx zates ingår i släktet Dyomyx och familjen nattflyn. Inga underarter finns listade i Catalogue of Life.